# Unblack metal
Unblack metal ili kršćanski black metal je naziv za black metal glazbu s tekstovima koji promiču kršćanstvo. Izvođači takve glazbe smatraju se kontroverznim, jer su black metal pioniri, posebice iz drugog vala izražavali antikršćanske stavove, a također i zbog toga što je kršćanstvo potpuno u suprotnosti s mračnom prirodom black metala, te individualističkih i mizantropskih ideala mnogih sastava.
Prvim takvim sastavima smatraju se australski Horde, te norveški Antestor. Unblack metal se od black metala razlikuje isključivo po tekstovima. Dok su u početku, sastavi poput Hordea eksplicitno napadali sotonizam, krajem 1990-ih počinju pisati filozofske i ideloške tekstove o preobraćenju, spasenju, borbi s vjerom, te s citatima iz Biblije.
Mnogi glazbenici i glazbeni kritičari imaju različita mišljenja o odvajanju kršćanskog i ne-kršćanskog black metala. Dok su prvi sastavi poput Hordea i Antestora odbijali da se njihovu glazbu zove black metal, jer su smatrali da je čvrsto povezan sa sotonizmom, mnogi trenutačno aktivni kršćanski black metal sastavi ne vide smisao u odvajanju, jer smatraju da je black metal od ideološkog pokreta postao čisto glazbeni žanr. S druge strane, mnogi glazbenici s black metal scene smatraju kršćanski black metal paradoksalnim. Tako su u britanskom dokumentarcu iz 2007. Murder Music: A History of Black Metal svi intervjuirani glazbenici izjavili kako black metal ne može biti kršćanski, dok je Mathew Kelly iz sastava Dehumanation izjavio: "Vidim veliku razliku između ta dva smjera. Jedno je o individualnosti, a drugo o podavanju gospodaru".